# Progomphus guyanensis
Progomphus guyanensis – gatunek ważki z rodziny gadziogłówkowatych (Gomphidae). Występuje na terenie Ameryki Południowej.